# Manojlović palača u Subotici
Manojlović palača je građevina u Subotici na Korzu br. 8. Spomenik je kulture od velikog značaja.
Projektirao ju je 1881. godine poznati subotički arhitekt Tit Mačković. Ovo je bila najamna palača za Samka Manojlovića. Samko Manojlović je nakon smrti polovinu objekta u nasledstvo ostavio Srpskoj pravoslavnoj crkvi, a drugu polovicu supruzi s nakanom da nakon njene smrti i druga polovica pripadne crkvi.
Zgrada je eklektička jednokatnica s prevladavajućim elementima neorenesanse. Ova uglovnica je oblika pravokutnika. Simetrična je pročelja.
Zgrada se nalazi u središtu Subotice. Ostavljena je kao zadužbina Srpskoj pravoslavnoj crkvi. Ostavili su je Dušan i Vladislav Manojlović, dvojica sudionika novosadske Velike narodne skupštine od 25. studenoga 1918. godine gdje su sudionici odlučil pripojiti Vojvodinu Kraljevini Srbiji.
Nakon što je Direkcija za restituciju Srbije vratila Eparhiji bačkoj Srpske pravoslavne crkve vratila 855 hektara zemljišta te i 2500 četvornih metara poslovnog prostora u Subotici koje su joj poslije Drugog svjetskog rata oduzele, komunističke vlasti, SPC je ustupila denacionalizirane prostore iz ove zgrade Bunjevačkoj matici na korištenje odnosno o poslovnim prostorima u prizemlju zgrade.